# Musaranya talp
La musaranya talp (Anourosorex squamipes) és una espècie de mamífer de la família de les musaranyes que es troba a Bhutan, la Xina, l'Índia, Myanmar, Tailàndia i el Vietnam.